# Eubelum vannamei
Eubelum vannamei är en kräftdjursart som beskrevs av Arcangeli 1950. Eubelum vannamei ingår i släktet Eubelum och familjen Eubelidae. Inga underarter finns listade i Catalogue of Life.